# Luftfahrtmuseum Belgrad

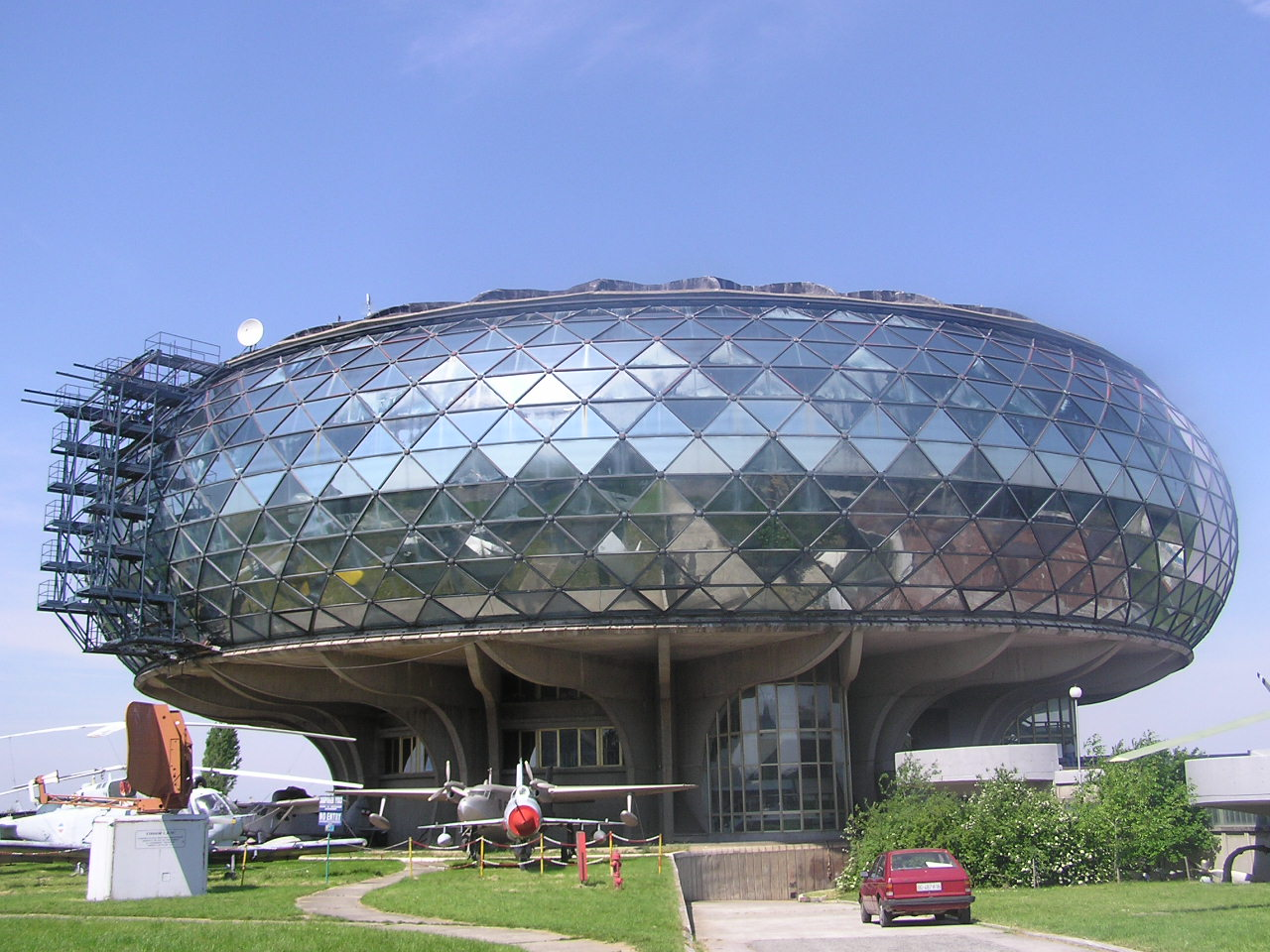
Luftfahrtmuseum Belgrad (2006)

Das Luftfahrtmuseum Belgrad (serb.: Muzej vazduhoplovstva – Beograd; ehemals Jugoslawisches Luftfahrtmuseum) wurde 1957 in Surčin bei Belgrad gegründet und befindet sich in unmittelbarer Nähe zum Nikola-Tesla-Flughafen Belgrad. Das aktuelle Gebäude wurde ab 1969 von dem jugoslawischen Architekten Ivan Štraus entworfen und am 21. Mai 1989 eröffnet. Das Gebäude gilt als bedeutendes Zeugnis der jugoslawischen Architektur.
Für den Bau des Museums stellte 1975 die nationale Fluggesellschaft Jugoslawiens JAT ein 4.800 m² großes Gelände zur Verfügung. Das Museum besitzt über 200 Flugzeuge, überwiegend aus der Zeit des Königreichs Jugoslawien und der Sozialistischen Föderativen Republik Jugoslawien. In den Sammlungen des Museums befinden sich über 200 Flugzeuge, von denen Besucher 50 Flugzeuge im Gebäude und ein Dutzend auf dem Plateau rund um das Gebäude besichtigen können.  Einige der Exponate befinden sich im Depot des Museums und warten auf ihre Restaurierung.  Den wichtigsten Platz unter ihnen nimmt das in Italien hergestellte Jagdflugzeug Fiat G-50 ein, das einzige erhaltene Exemplar der Welt.